# سوکار
سوکار (به انگلیسی: SOCAR) یا شرکت دولتی نفت جمهوری آذربایجان (به انگلیسی: State Oil Company of Azerbaijan Republic) شرکت دولتی نفت و گاز جمهوری آذربایجان است، که بزرگ‌ترین شرکت این کشور به‌شمار می‌آید.
این شرکت تولید نفت خام و گاز طبیعی را در جمهوری آذربایجان برعهده دارد. سوکار مالک ۲ پالایشگاه نفت در این کشور می‌باشد. این شرکت وظیفه نظارت بر کنسرسیوم بین‌المللی که در حال توسعه میادین نفت و گاز و اجرای پروژه‌های نفت و گاز در جمهوری آذربایجان می‌باشد را نیز برعهده دارد.
شرکت سوکار از نظر میزان درآمدهای سالیانه در رتبه ۶۸ از بزرگ‌ترین شرکت‌های جهان قرار دارد. دفتر مرکزی شرکت سوکار در شهر باکو مستقر می‌باشد.

## فعالیت‌ها
فعالیت‌های شرکت نفت آذربایجان در اکتشاف نفت و بهره‌برداری از میادین نفت و گاز، واقع در مناطق خشکی و دریایی جمهوری آذربایجان، همچنین؛ انتقال، فرآورش، پالایش و فروش نفت، گاز و میعانات گازی می‌باشد.
تعداد کارکنان این شرکت، بین ۵۸٬۹۴۵ تا ۷۰٬۰۰۰ نفر برآورد شده‌است. جمهوری آذربایجان دارای ۵۷ میدان نفتی می‌باشد، که ۱۸ میدان آن در مناطق دریایی قرار دارد، که همه این میادین در بخش آذربایجانی دریای مازندران واقع شده‌است.
در سال ۲۰۰۶ شرکت نفت آذربایجان تولیدی معادل ۷٫۸۴ میلیون تُن نفت و ۴٫۳۴ میلیارد متر مکعب گاز در سال داشته‌است. در ژانویه ۲۰۰۹ پالایشگاه‌های تحت مدیریت سوکار، دارای ظرفیت پالایش نفتی برابر ۳۳۹٬۰۰۰ بشکه در روز بوده‌است.

## شرکت‌های تابعه

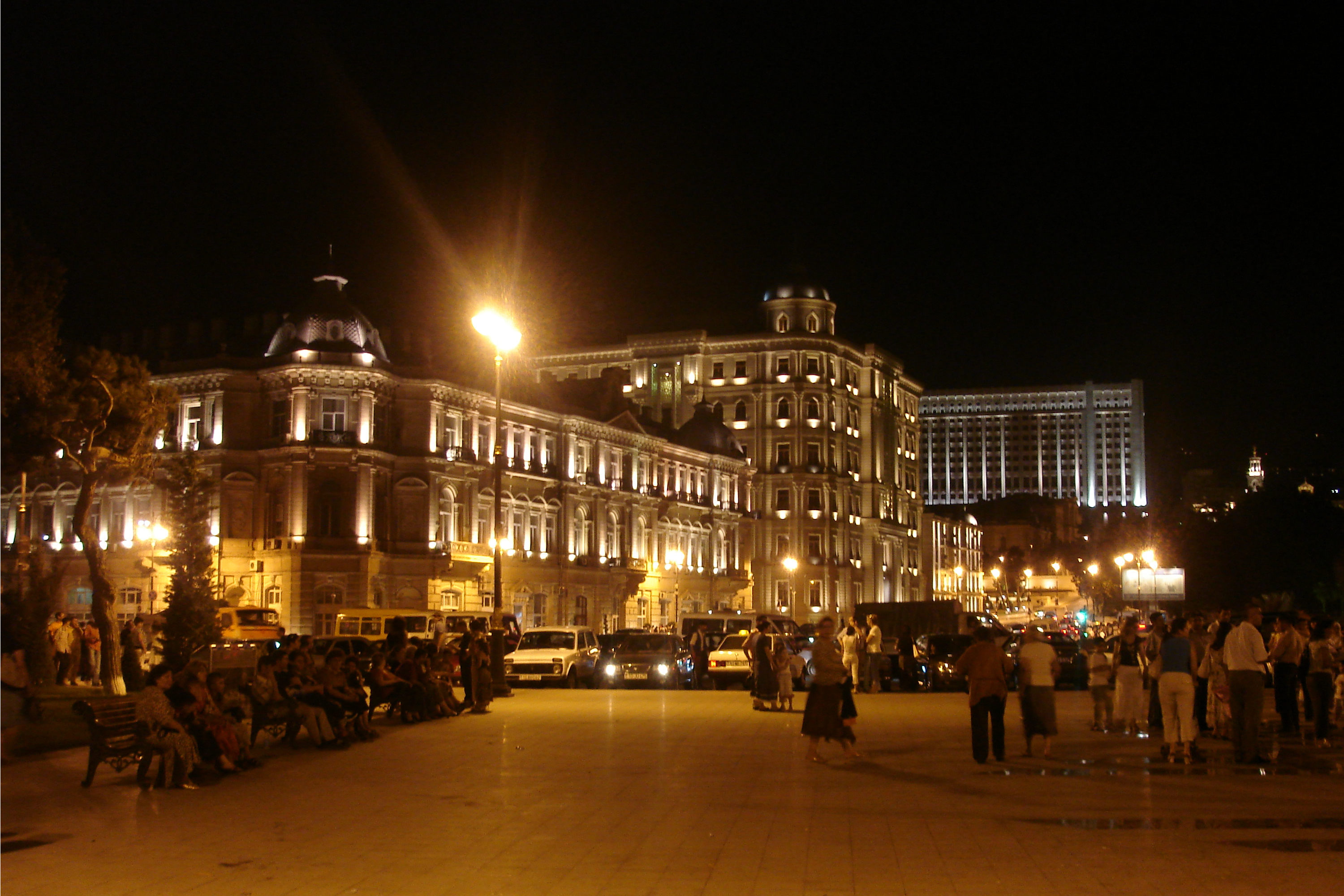
ساختمان مرکزی پیشین سوکار، در شهر باکو

پیش‌تر دفتر مرکزی شرکت سوکار در مرکز شهر باکو، در یک ساختمان سه طبقه که به سبک رنسانس فرانسه ساخته شده‌است، قرار داشت اما اکنون در برج سوکار قرار دارد. دفاتر نمایندگی‌های شرکت سوکار در شهرهای بخارست، فرانکفورت، ژنو، لندن، استانبول، وین، آستانه و تهران واقع شده‌است.
شرکت سوکار مالک پالایشگاه استار ترکیه است و بخشی از سهام یک پالایشگاه در سوییس را خریده‌است و در حال ساخت یک مجتمع پتروشیمی در رومانی برای تأمین کشورهای اروپایی می‌باشد. دفاتر اتریش و آلمان شرکت سوکار نیز، وظیفه انتقال هیدروکربن از آذربایجان به اروپا را برعهده دارد.

## مدیریت
در ماه ژانویه سال ۲۰۰۶ رئیس سابق پالایشگاه نفت باکو و عضو پارلمان آذربایجان، رووناگ عبدالله‌یف، به عنوان مدیرعامل شرکت نفت آذربایجان منصوب شد. او جایگزین ناتیگ علی‌اف، شده بود، که اندکی قبل به‌عنوان وزیر صنایع و انرژی جمهوری آذربایجان منصوب شده بود.

## شرکت عملیات بین‌المللی سوکار
شرکت عملیات بین‌المللی سوکار، کنسرسیومی است از ۱۰ شرکت بزرگ نفتی، که قراردادی را در جهت استخراج نفت خام میان پیمانکاران و دولت جمهوری آذربایجان به امضاء می‌رسانند.

## تبلیغات
این شرکت اسپانسر پانزدهمین دوره جام ملت‌های اروپا، یورو ۲۰۱۶ می‌باشد.